# SC Hakoah Vienne
Maillots
Le SC Hakoah Vienne (הכח וינה; hébr. la Force ou le Courage) est un ancien club multisports communautaire juif de Vienne durant l'entre-deux-guerres réputé pour son équipe de football et l'équipe féminine de natation.

## Histoire
Crée en 1909, ses fondateurs sont des hommes d'affaires juifs et des personnalités du monde du divertissement, comme Ignaz Körner, Fritz Löhner-Beda, Robert Stricker et Max Nordau, écrivain et cofondateur de l'organisation sioniste mondiale qui appelait les Juifs à pratiquer le sport et la culture physique. Leurs motivations sont multiples : la promotion de l'activité physique, encourager l'identité juive et permettre aux athlètes juifs d'avoir un point de rencontre dans un contexte de discrimination croissante.
Le Hakoah originellement constitué en club de football, s'établit dans le quartier de Krieau (de). Entre 1920 et 1930, le club connait une expansion et une renommée  sportive mondiale en participant aux Jeux Olympiques, aux Jeux de Maccabiah et en parrainant de nombreuses compétitions interclubs internationales.

### Seconde Guerre 1939-1945
En 1938, quelques jours après l'Anschluss, le club est dissout par les nazis, ses installations furent confisquées, son palmarès est annulé du classement 1937/38 par la fédération allemande et en 1941 : le nom de « Hakoah » est officiellement banni. Parmi ses adhérents, Max Scheuer, capitaine historique du Hakoah et champion en 1925, est tué ; Fritz Löhner, cofondateur et premier président du Hakoah, est déporté. La plupart des membres parviennent à fuir Vienne dans les semaines qui suivent, grâce aux réseaux de solidarité mis en place par le club à travers le monde et la diaspora.  Des athlètes immigrent en Palestine et fondent le Hakoah Tel-Aviv (devenu par la suite Hakoah Amidar Ramat Gan). 
Après la seconde guerre mondiale, le Hakoah fut rétabli à travers l'initiative de Karl Haber, ancien membre du club. La fédération autrichienne donne son accord pour qu’il soit réadmis à l’échelon où il évoluait en 1938. Plusieurs clubs de l’élite lui cèdent même gracieusement un ou quelques joueurs, pour l’aider à se renforcer et à retrouver son rang et des athlètes non-juifs sont également intégrés. Néanmoins, le club ne retrouva nullement sa gloire passée du fait que la quasi-disparition de ses membres ont immigré principalement aux Etats-Unis et en Israël. En 1950, les dirigeants se résolvent à dissoudre la section football du Hakoah compte tenu des faibles résultats persistants.

## Sections sportives

### Football
Durant l'entre-deux-guerres, la section football compte parmi les plus importantes d'Autriche.  En 1923, elle est la première équipe continentale à vaincre une équipe professionnelle britannique (West Ham United, alors finaliste de la coupe d'Angleterre) sur le terrain de cette dernière emmené par l'arrière hongrois Bela Guttmann. Le score de 5 - 0 en faveur des Centre-européens demeure toutefois flatteur, les locaux ayant, en effet, du fait de leur peu de considération pour les non-Britanniques incorporé plusieurs amateurs. Le Hakoah remporte ainsi le premier championnat autrichien professionnel en 1925.

### Equipe féminine de natation
De même, durant quinze ans, la section natation du club domine les sports aquatiques autrichiens particulièrement grâce à son équipe féminine. Parmi ses membres, des nageuses de l'équipe de natation féminine se démarquent par leurs performances dont Hedy Bienenfeld, championne de brasse et mannequin, Fritzy Löwy et Judith Deutsch-Haspel, avec douze records nationaux et d'Europe en nage libre moyenne et longue distance durant l'année 1935.
En 1936, plusieurs nageuses dont Ruth Langer, Lucie Goldner  et Judith Deutsch-Haspel  qui devaient représenter l'Autriche aux Jeux olympiques de 1936 renoncent à concourir à Berlin. Judith Deutsch-Haspel , porte- parole de l'équipe, écrit une tribune où elle dénonce les conditions des juifs et la politique antisémite d'Hitler. Elles seront exclues des compétitions nationales et internationales  par l'Union autrichienne de natation et leurs performances seront  effacés des archives. Des excuses seront formalisées en 1995.

## Site sportif
Le 12 mars 2008, soixante-dix ans exactement après l'Anschluss, l'annexion de l'Autriche par l'Allemagne hitlérienne, qui a eu pour conséquence l'exil ou la mort en déportation pour la communauté juive du pays, le SC Hakoah est de nouveau installé par les autorités autrichiennes en inaugurant un nouveau complexe sportif, à l'emplacement dans le parc du Prater où étaient installées les infrastructures du Hakoah d'avant-guerre. Paul Haber, président du club  espère désormais « un net développement [du club] grâce aux nouvelles installations et à la proximité de l'école juive ».

## Dates clés
- 1909 : fondation du club
- 1938 : dissolution
- 2008 : réouverture du complexe sportif

## Palmarès
- Championnat d'Autriche (1)
  - Champion : 1925
  - Vice-champion : 1922

## Joueurs de football
| - Friedrich Donnenfeld - Leopold Drucker - Jozsef Eisenhoffer - Alexander Fabian - Otto Fischer - Richard Fried - Isidor Gansl - Maximilian Gold |  | - Deszö Grosz - Josef Grünfeld - Max Grünwald - Béla Guttmannn - Wilhelm Halpern - Moses Häusler - Norbert Katz - Sandor Nemes |  | - Alexander Neufeld - Rezso Nikolsburger - Egon Pollak - Max Scheuer - Ernö Schwarz - Edmond Weiskopf - Siegfried Wortmann - Friedrich Kerr |

## Nageuses
- Hedy Bienenfeld
- Judith Deutsch-Haspel
- Ruth Langer
- Fritzi Löwy

### Documentaires
- 2004, Watermarks de Yaron Zilberman,